# Entzerrung (Fotografie)
Unter Entzerren versteht man in der Fotografie die Korrektur von stürzenden Linien also von im Objekt parallelen Linien, welche aufgrund der Zentralperspektive im Foto auf einen gemeinsamen Fluchtpunkt zulaufen. Die Korrektur kann entweder bereits bei der Aufnahme erfolgen oder später in der Bildbearbeitung.

## Kompensation durch Kameraposition oder -bauart
Eine Fotografie entsteht nach den Gesetzen der Zentralperspektive. Deshalb werden parallele Linien im Motiv nur dann im Bild ebenfalls parallel verlaufen, wenn sie im Motiv in einer Ebene liegen, die parallel zur Filmebene liegt. Wird also die Kamera z. B. vor einem Haus nach oben verschwenkt, entstehen Stürzende Linien, das Haus scheint nach hinten zu kippen. Bei Großformatkameras bzw. dem Tilt- und Shift-Objektiv von Kleinbild- und Mittelformatkameras wird dies vermieden, indem zur Wahl des Bildausschnitts nicht die Kamera verschwenkt, sondern der Bildausschnitt verschoben wird.

## Kompensation mittels Software

### Manuelle Bearbeitung
Zahlreiche Softwareprodukte ermöglichen die manuelle Bearbeitung von Fotos zur Kompensation der stürzenden Linien. Einige Beispiele:
- PhotoLine bietet Werkzeuge zur Bearbeitung von perspektivischer Verzerrung.
- ShiftN erlmöglicht die automatische Kompensation stürzender Linien.
- The GIMP besitzt ab Version 2.4 eine Objektiventzerrung.